# Estrid (Obodritin)

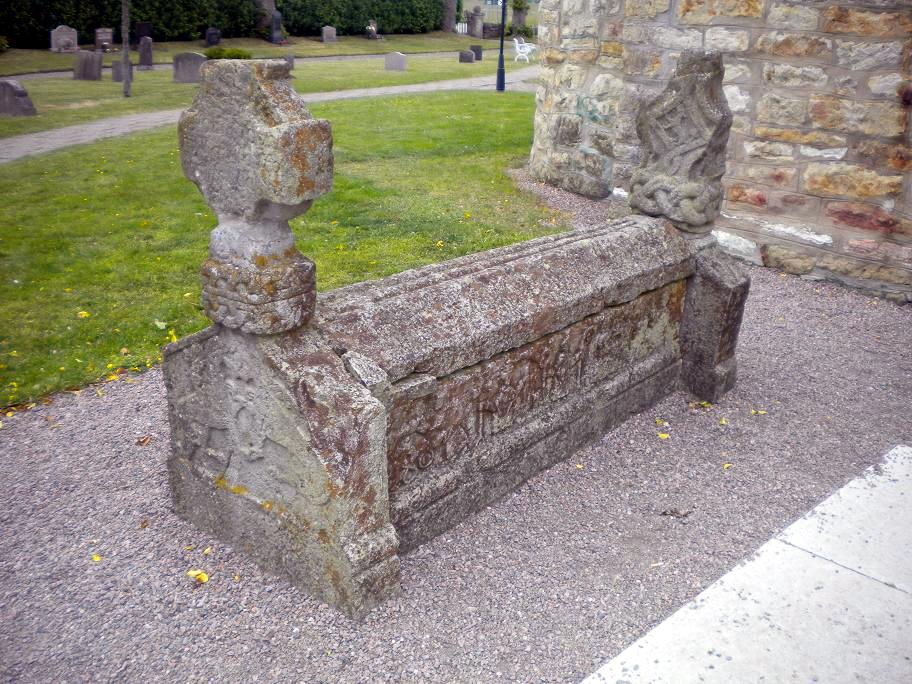
Estriths Grab in Husaby

Estrid (auch Astrid, Estrith; altisländisch Esrið) (* um 979; † um 1035) war Ehefrau von Olof Skötkonung, König von Schweden und Mutter von dessen Nachfolger Anund Jakob und von Ingegerd, Großfürstin von Kiew.

## Leben
Estrid war obodritischer Herkunft. Nach einem Krieg gelangte sie nach Schweden. Um welchen Krieg es sich handelte, bleibt unerwähnt. Saxo Grammaticus schildert um das Jahr 1200 in seinem Werk Gesta Danorum (Die Taten der Dänen) eine sagenhafte Seeschlacht zwischen Schweden und Dänen, an der die Obodriten auf Seiten der Dänen teilnahmen. Die Erzählung hat die Ereignisse in der Seeschlacht von Svold am 9. September 1000 zum Vorbild, aus der Estrids späterer Gatte Olaf Skötkonung siegreich hervorging. In einer isländischen Saga aus dem 14. Jahrhundert heißt der Anführer der Obodriten Milwa. Dabei handelt es sich wahrscheinlich um den obodritischen Fürsten Mistislaw. Demnach könnte die Heirat Estrids mit Olof dazu gedient haben, den Frieden zwischen beiden Herrschaftsverbänden zu sichern.
Estrid wäre als Angehörige des obodritischen Fürstenhauses der Nakoniden Christin gewesen. Olof ließ sich um 1008 als erster schwedischer König gemeinsam mit seiner Familie und dem Hof taufen. Ein Glaubenswechsel nach der Eheschließung mit einer christlichen Frau entspräche einem auch in anderen Fällen belegten mittelalterlichem Bekehrungsmuster.
Über Estrid berichtet die Olafssaga, sie habe den Luxus geliebt, sei arrogant und streng zu ihren Untergebenen sowie unfreundlich zu den Kindern von Olofs Nebenfrau Edla gewesen.

## Nachkommen
- Anund Jakob (um 1010–1050), König von Schweden (1022–1050)
- Ingegerd (um 1001-um 1050), Ehefrau von Jaroslaw dem Weisen, Großfürst von Kiew